# Radvanov (Mladá Vožice)
Radvanov (v letech 1939–1945 německy Radwanow, Radwanau) je malá vesnice, část města Mladá Vožice v okrese Tábor v Jihočeském kraji. Nachází se asi tři kilometry jihovýchodně od Mladé Vožice. Radvanov leží v katastrálním území Radvanov u Mladé Vožice o rozloze 2,23 km². Patří do římskokatolické farnosti Mladá Vožice.

## Historie
První písemná zmínka o vesnici pochází z roku 1430, kdy je zmíněn její majitel Litvín z Radvanova. Z roku 1552 je zmínka o bratrech Janu a Adamovi z Radvanova, z nichž mladší Adam převzal tamní dvůr. Počátkem 18. století byl dvůr přestavěn na zámek.
V roce 1756 se v Radvanově narodil Jan Jeník z Bratřic.
V šedesátých letech 20. století zde byli internováni významní duchovní, například arcibiskup Josef Beran nebo biskup Štěpán Trochta.

## Obyvatelstvo
| Rok            | 1869 | 1880 | 1890 | 1900 | 1910 | 1921 | 1930 | 1950 | 1961 | 1970 | 1980 | 1991 | 2001 | 2011 | 2021 |
| -------------- | ---- | ---- | ---- | ---- | ---- | ---- | ---- | ---- | ---- | ---- | ---- | ---- | ---- | ---- | ---- |
| Počet obyvatel | 318  | 302  | 283  | 265  | 257  | 234  | 216  | 150  | 151  | 153  | 124  | 107  | 56   | 32   | 45   |
| Počet domů     | 46   | 46   | 46   | 46   | 43   | 45   | 46   | 44   | 37   | 33   | 26   | 36   | 37   | 39   | 38   |

## Obecní správa
Při sčítání lidu v letech 1850–1899 Radvanov byl osadou obce Janov v okrese Tábor. V letech 1900–1976 byl samostatnou obcí, se kterým patřil nejprve do okresu Tábor, ale v roce 1950 v okrese Votice a od roku 1960 opět v okrese Tábor. Od 1. dubna 1976 je částí města Mladá Vožice v okrese Tábor.

## Pamětihodnosti
- Zámek
- Severně od vsi stojí zřícenina větrného mlýna.

## Galerie

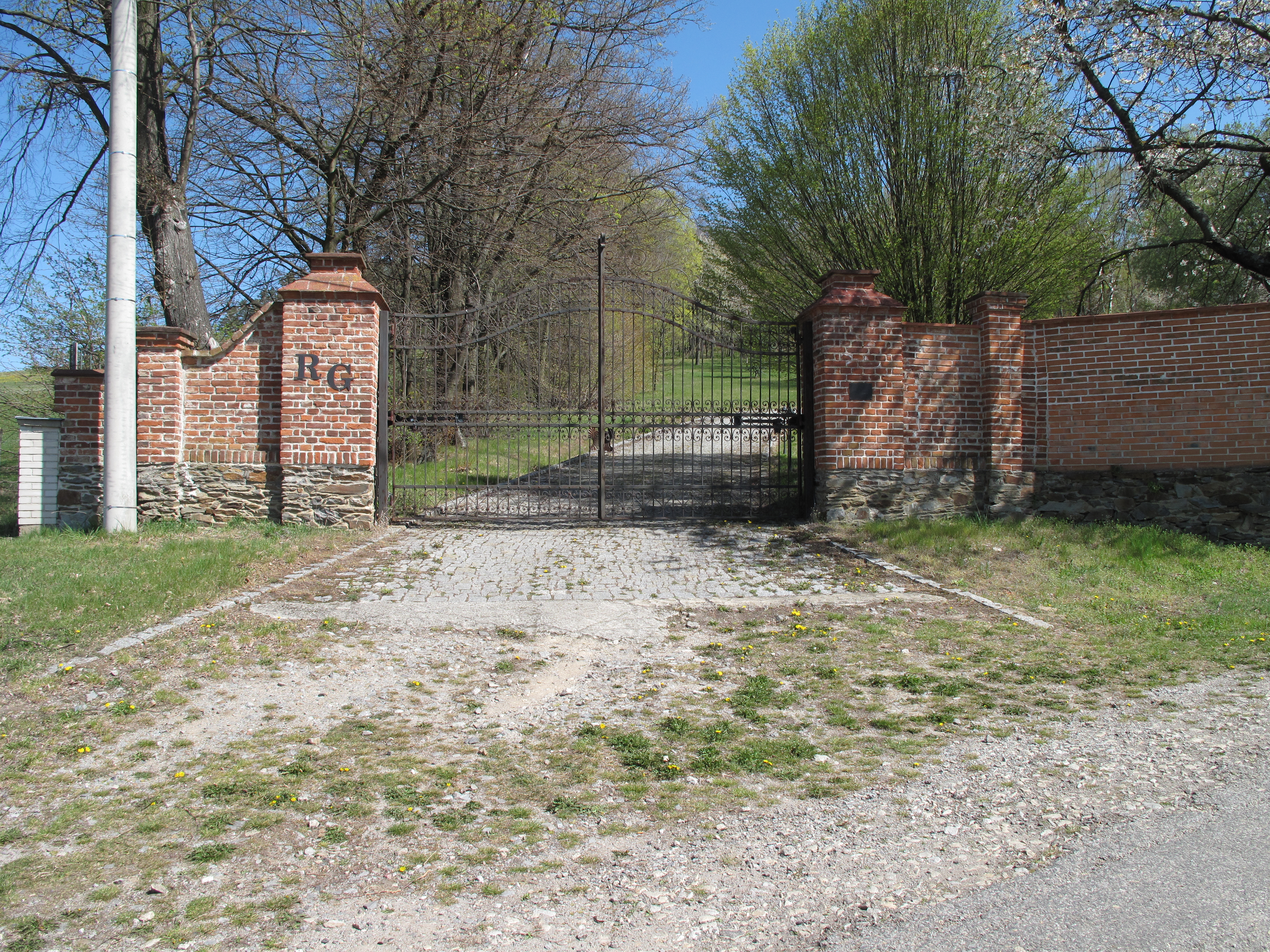
Brána zámku
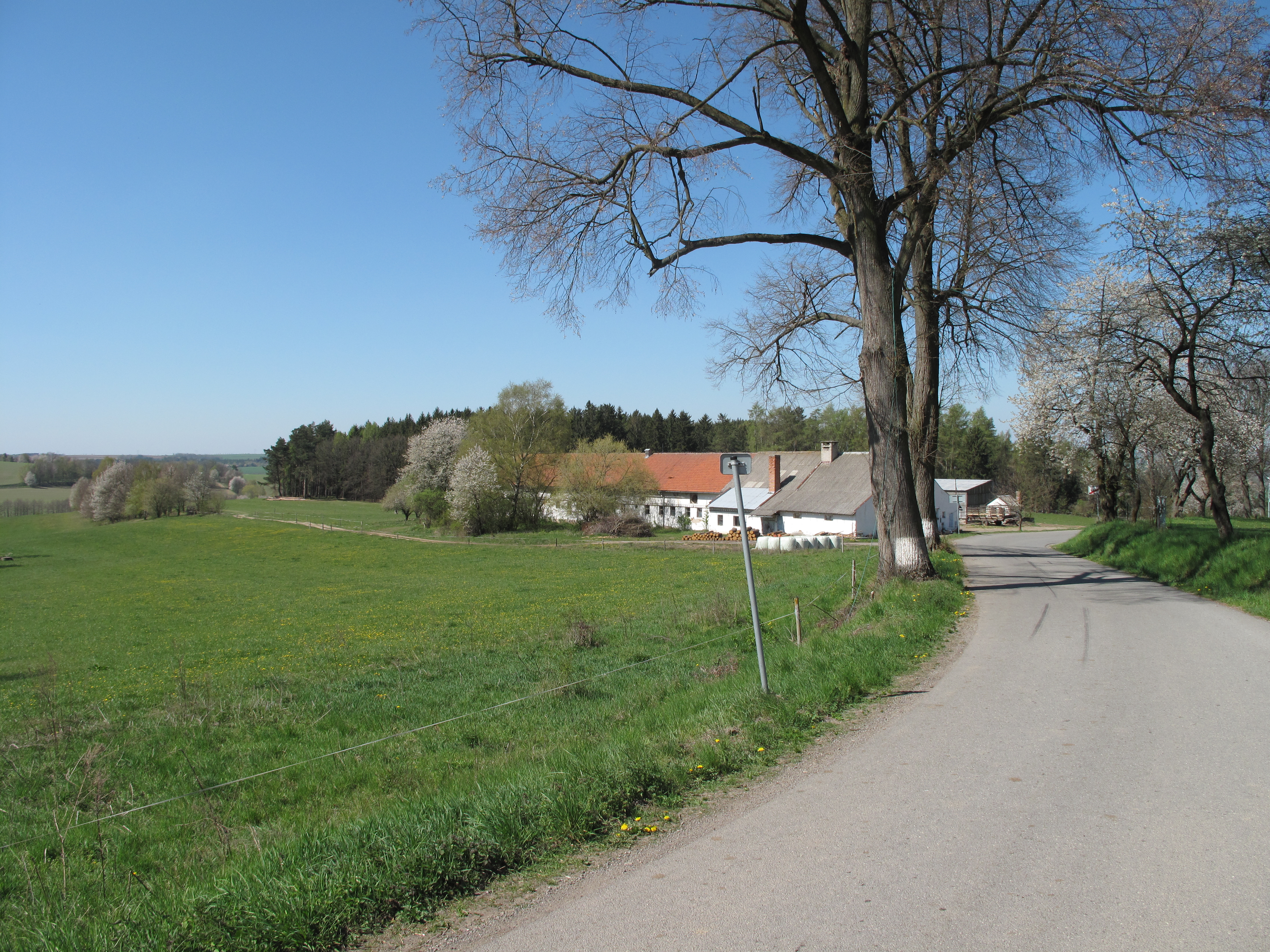
Statek
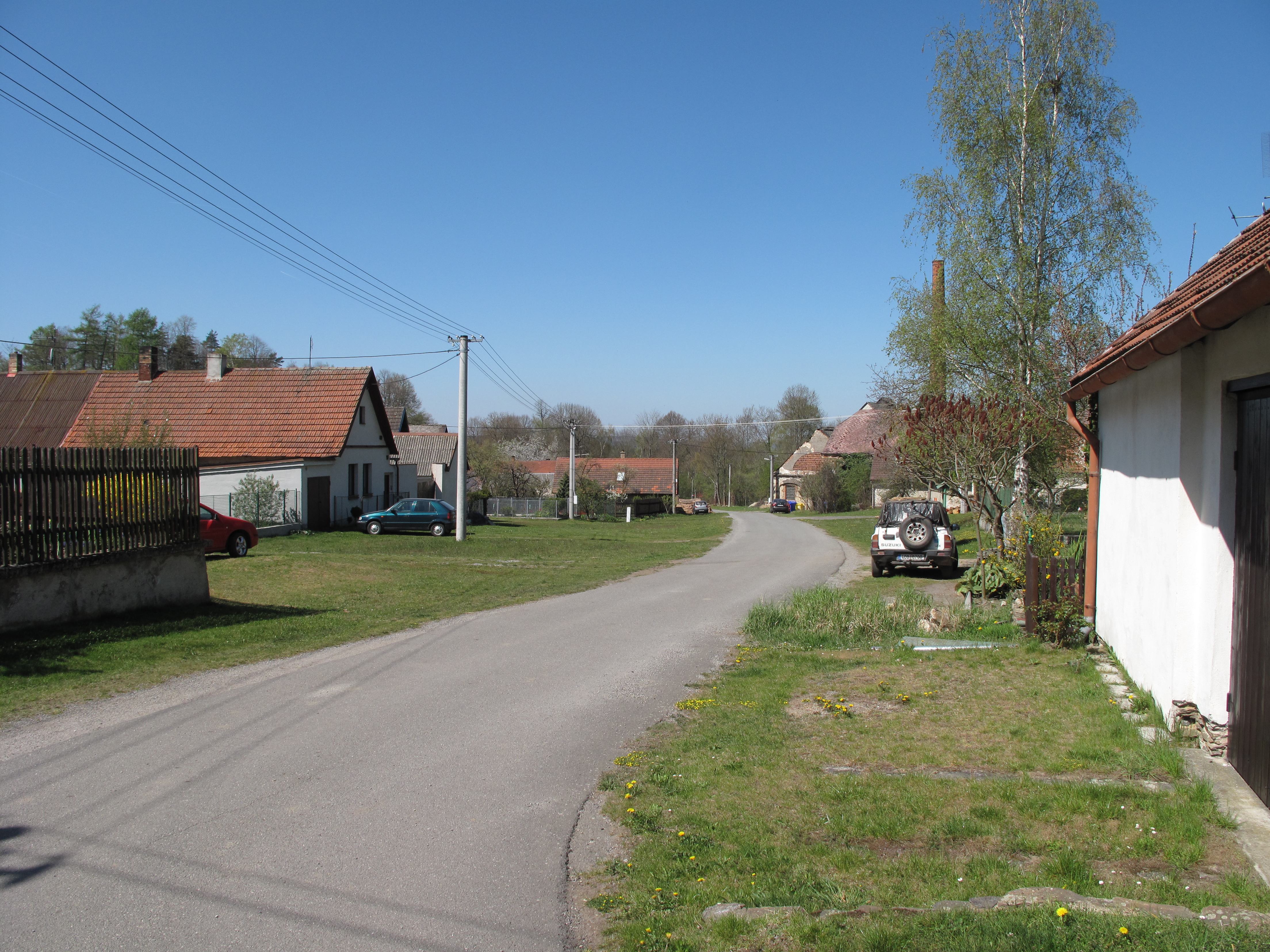
Náves
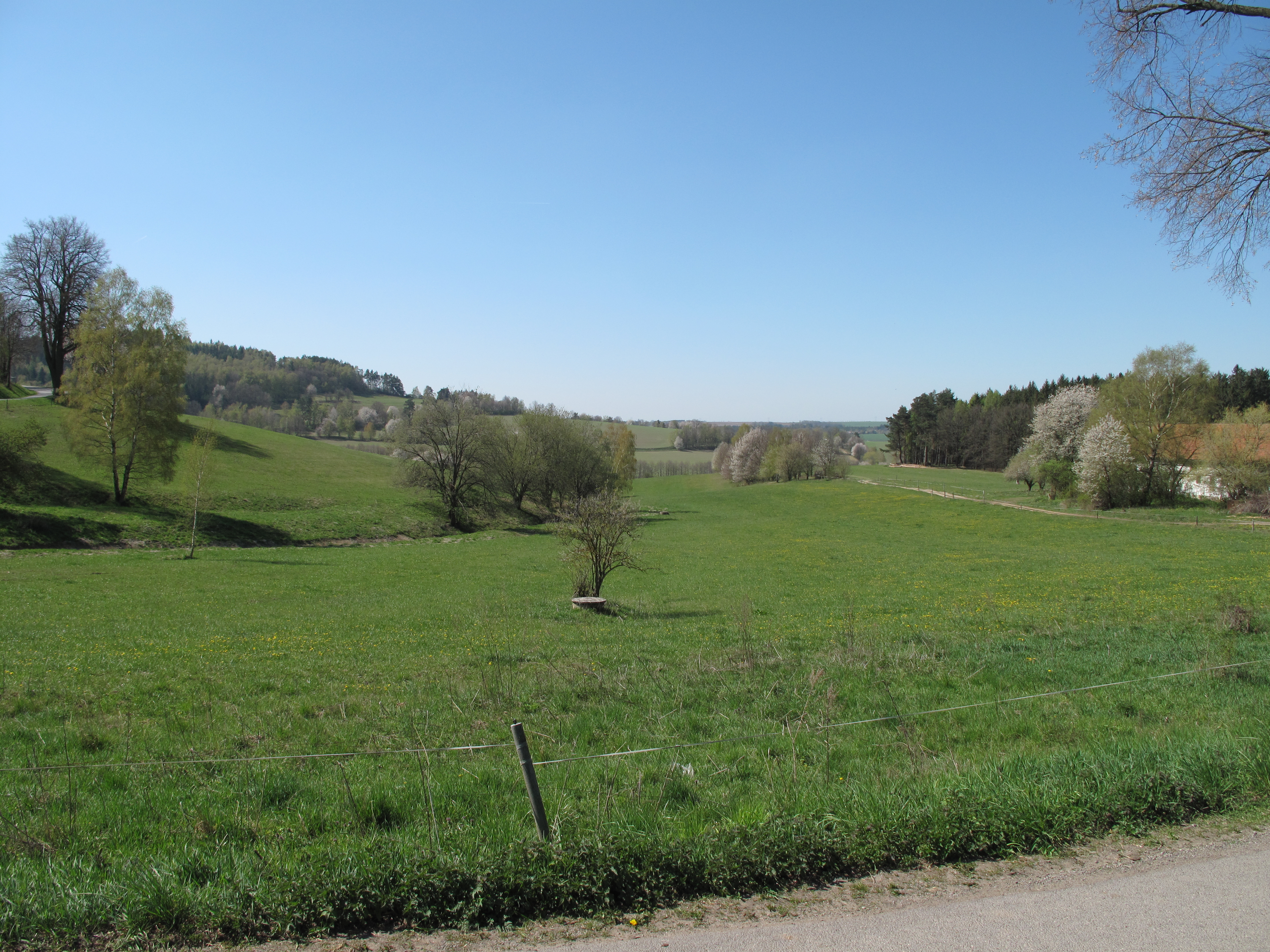
Okolní krajina